# Elaphoglossum subcinnamomeum
Elaphoglossum subcinnamomeum là một loài thực vật có mạch trong họ Lomariopsidaceae. Loài này được (H. Christ) Hieron. mô tả khoa học đầu tiên năm 1911.